# Ropočevo
Ropočevo (cyr. Ропочево) – wieś w Serbii, w mieście Belgrad, w gminie miejskiej Sopot. W 2011 roku liczyła 2628 mieszkańców.